# Jüdischer Friedhof Melsungen

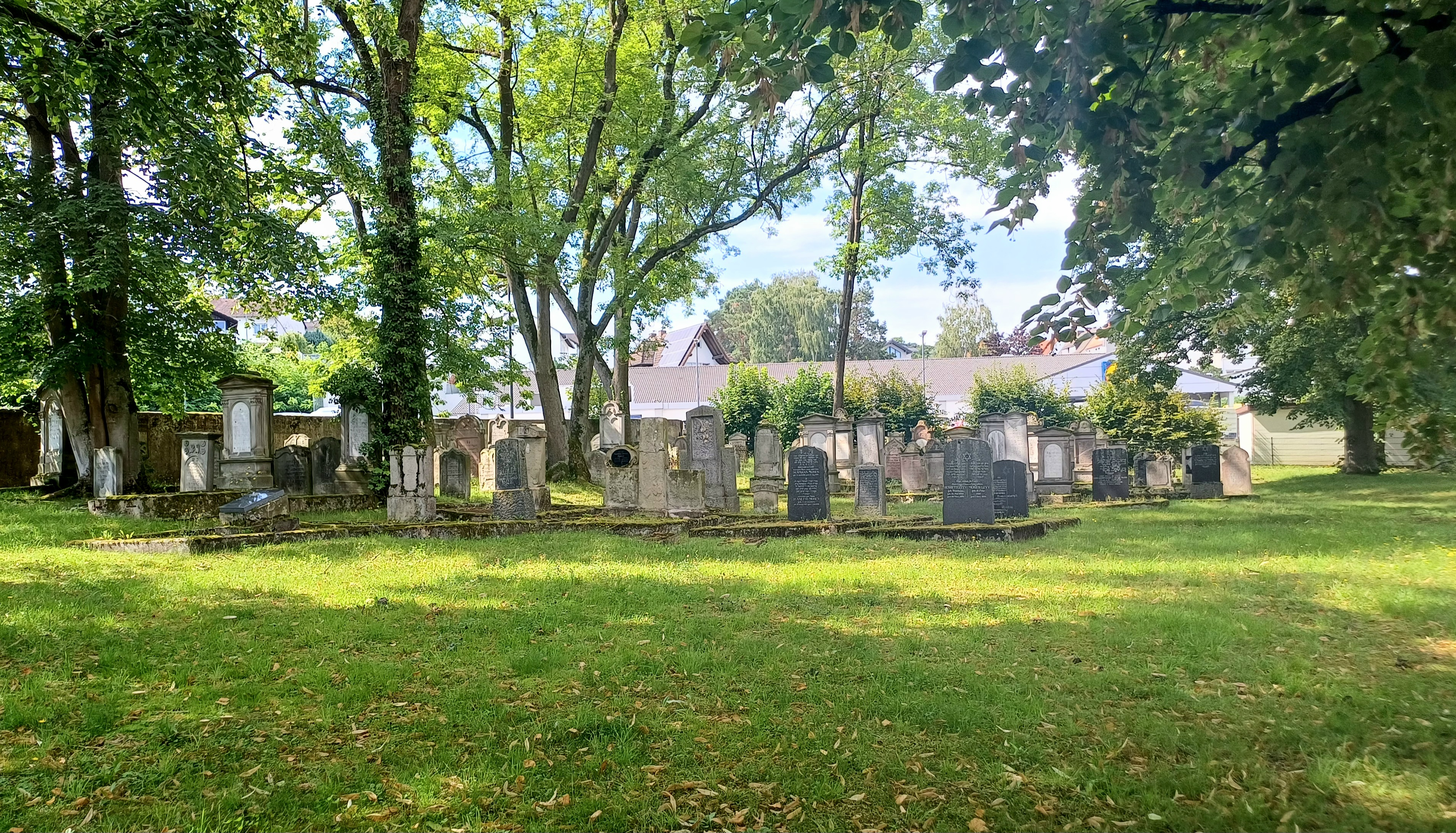
Jüdischer Friedhof Melsungen

Der Jüdische Friedhof Melsungen ist ein Friedhof in der Kleinstadt Melsungen im Schwalm-Eder-Kreis in Hessen.
Der 1200 m² große jüdische Friedhof liegt westlich der Altstadt zwischen der Fritzlarer Straße und dem Hilgershäuser Weg. Die Anzahl der Grabstätten wird mit 145 angegeben, über die Anzahl der Grabsteine gibt es keine Angaben.

## Geschichte

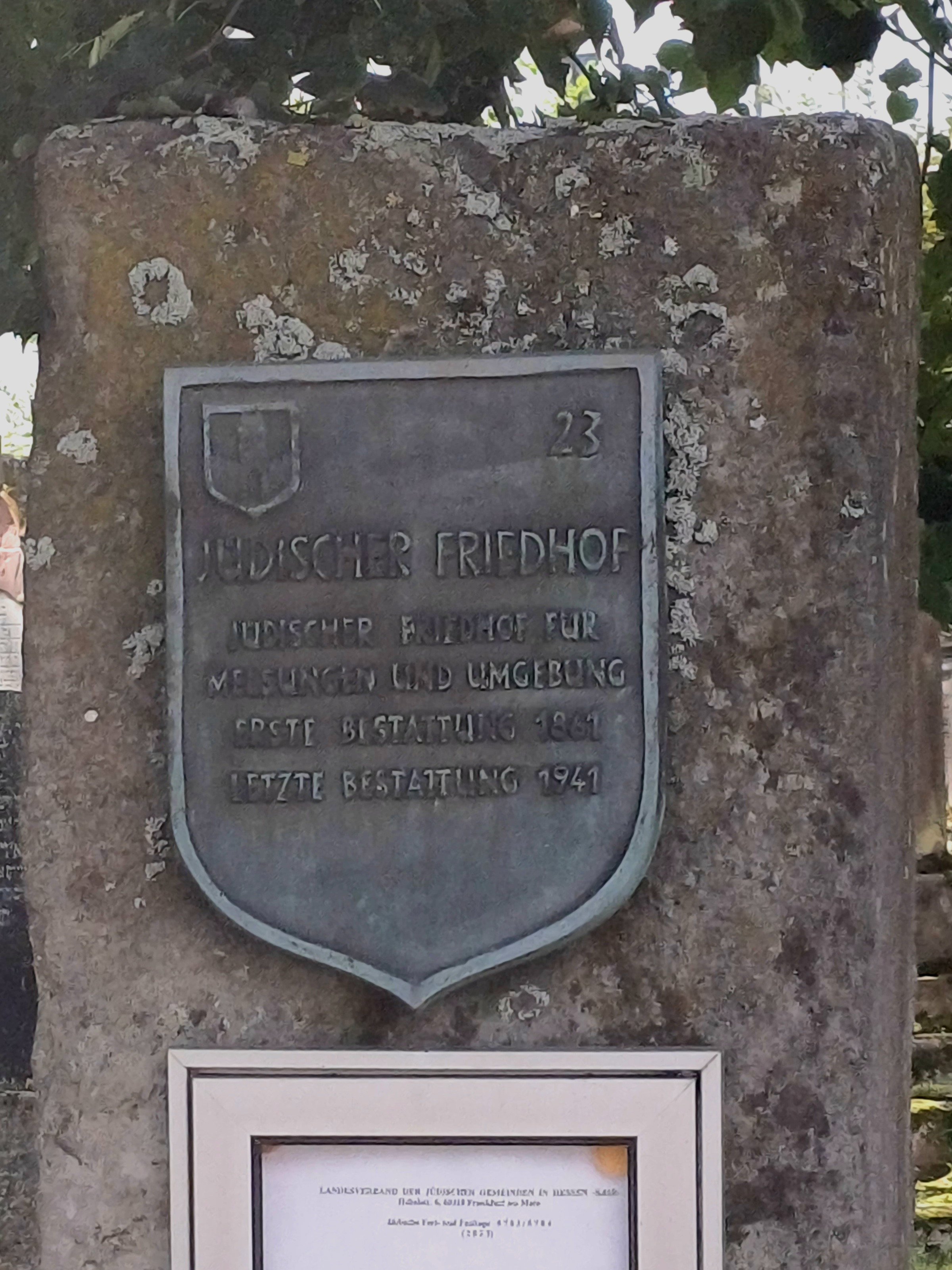
Plakette am Eingang

Zunächst wurden die Toten der Melsunger jüdischen Gemeinde in Binsförth beigesetzt. Ein eigener Friedhof in Melsungen wurde im Jahr 1860 angelegt, auf dem seitdem auch die Toten der jüdischen Gemeinde Röhrenfurth beigesetzt wurden. Die letzte Beisetzung in Melsungen wurde 1941 vorgenommen.